# 金远洞遗址
金远洞遗址是位于辽宁省大连市金普新区复州湾街道骆驼山西坡的一处新生代第四纪中更新世遗址:19，是目前中国东北地区最远古的人类活动遗址。
金远洞遗址为世界罕见的第四纪巨大洞穴堆积遗址，从上至下分为6层。上面的1-3层距今大约50万年，地质年代与北京周口店遗址相当；下面的4-6层距今大约200万至50万年，地质年代与陕西蓝田公王岭或河北泥河湾遗址相当:19。

## 历史
2011年，大连复州湾奇石爱好者郭成万在骆驼山采石场发现古生物化石，后几经周折与大连自然博物馆取得联系。2013年12月17日，大连自然博物馆研究员刘金远和与前来大连自然博物馆做学术报告的中国科学院古脊椎动物与古人类研究所研究员金昌柱一起前往骆驼山考察:34-36。
2014年8月，中国科学院古脊椎动物与古人类研究所和大连自然博物馆对骆驼山金远洞进行了抢救性发掘，出土了许多哺乳动物化石，一些疑似远古石器和古人类遗迹。此后，周忠和、朱日祥、郭正堂等领域人物先后来金远洞考察，认为金远洞遗址具有申请“国宝”的潜质:165-166。2016年，联合科考队对骆驼山进行了进一步的系统考察和发掘，并发现火塘遗迹:33:127。
2018年4月，时任大连普湾经济区管委会主任吕东生与中国科学院古脊椎动物与古人类研究所所长周忠和就骆驼山遗址的科研考古在北京签署战略合作协议:36:169-171。同年6月6日，大连普湾经济区管委会在复州湾街道办公楼举行了“2018年骆驼山发掘启动仪式”:38。此后，中国科学院古脊椎动物与古人类研究所在骆驼山进行了5年的挖掘工作。

## 发现
金远洞遗址发掘出人工打磨石器，大量有明显砍砸痕迹的动物骨骼，火塘和咖啡色灰烬土等远古人类活动遗迹:113。金远洞遗址出土的古动物化石非常丰富，包括巨副骆驼、金普冈巴佐格豹、短吻硕鬣狗、居氏大河狸、日轮狼、德宁格尔熊、棕熊、泥河湾巨颏虎、猛犸象、剑齿虎、庆阳马、中国长鼻三趾马、云簇斯蒂芬犀、泥河湾披毛犀、真板齿犀、山西轴鹿、古中华野牛、麝牛未定种、金氏原两栖牛、中国山羊未定种、山东绵羊、翁氏转角羚羊、海獭貂、斑鳖、青鱼、厚鸵鸟等。其中巨副骆驼、居氏大河狸化石为目前中国乃至世界最多，日轮狼为东亚首次发现，泥河湾披毛犀为中国目前保存最完整化石，真板齿犀、麝牛未定种、金氏原两栖牛、中国山羊未定种为中国境内首次发现，猛犸象、剑齿虎、海獭貂、古中华野牛为中国东北地区首次发现。:51-120
金普巨副骆驼：金远洞出土了世界最多的巨副骆驼化石，以及世界上唯一完整装架的巨副骆驼。2022年6月，这套世界唯一完整的巨副骆驼在中国国家博物馆展出。
金普冈巴佐格豹：金远洞出土了一具近乎完整的豹类下颌骨化石，其特征介于典型的冈巴佐格豹和北美的美洲豹之间，而被归类为金普冈巴佐格豹（Panthera gombaszogensis jinpuensis）新亚种。该发现填补了美洲豹演化的地理空白，验证了“美洲豹欧亚祖先由亚洲北部经白令海桥向新大陆迁徙”的学说。
短吻硕鬣狗：金远洞出土了中国乃至东亚首例短吻硕鬣狗化石。短吻硕鬣狗是地球历史上体型最大的鬣狗，对其起源学术界一直存在争论。学者根据金远洞特大短吻硕鬣狗化石的发现提出短吻硕鬣狗“东北亚起源说”，该标本也可能是世界迄今所发现的最大个体短吻硕鬣狗标本。